# Northern Line
| Strecken der Northern Line |                                              |  |  |  |                                    |                                 |
| Streckenlänge: | 60,8 km                                      |  |  |  |                                    |                                 |
| Spurweite: | 1435 mm (Normalspur)                         |  |  |  |                                    |                                 |
| |                                              |  |  |  |                                    |                                 |
| Linienfarbe: | Schwarz                                      |  |  |  |                                    |                                 |
| Eröffnungsjahr: | 1890                                         |  |  |  |                                    |                                 |
| Linientyp: | Röhrenbahn                                   |  |  |  |                                    |                                 |
| Stationen: | 50                                           |  |  |  |                                    |                                 |
| Depots: | 4 (Golders Green, Morden, Highgate, Edgware) |  |  |  |                                    |                                 |
| Eingesetzter Zugtyp: | 1995 Tube Stock                              |  |  |  |                                    |                                 |
| Fahrgäste: | 252.310.000 (jährlich)                       |  |  |  |                                    |                                 |
| Northern Line |                                              |  |  |  |                                    |                                 |
| \| Bushey Heath \| Bushey Heath \| \| \| \| nicht gebautes Teilstück \| nicht gebautes Teilstück \| \| \| \| \| \| \| \| \| \| \| \| \| \| \| Aldenham Works \| \| \| \| \| \| \| \| \| \| \| Elstree South \| \| \| \| \| \| \| \| Brockley Hill \| \| \| \| \| \| \| \| Edgware \| Edgware \| \| \| \| High Barnet \| High Barnet \| \| Edgware Depot \| Edgware Depot \| \| \| \| Abstellanlage High Barnet \| Abstellanlage High Barnet \| \| nicht gebaute Verbindung \| \| \| \| \| \| \| \| Edgware (LNER) \| Edgware (LNER) \| \| \| \| LNER nach Mill Hill East \| LNER nach Mill Hill East \| \| Burnt Oak \| Burnt Oak \| \| \| \| Totteridge & Whetstone \| Totteridge & Whetstone \| \| Colindale \| Colindale \| \| \| \| Woodside Park \| Woodside Park \| \| \| \| \| \| \| Mill Hill (The Hale) \| \| \| Hendon Central \| Hendon Central \| \| \| \| West Finchley \| West Finchley \| \| Brent Cross \| Brent Cross \| \| \| \| Mill Hill East \| Mill Hill East \| \| \| \| \| \| \| Dollis Brook Viaduct \| \| \| \| \| \| \| \| Finchley Central \| \| \| Golders Green \| \| \| \| \| \| \| \| Golders Green Depot \| Golders Green Depot \| \| \| \| East Finchley \| East Finchley \| \| \| \| \| \| \| Zweigstrecke nach Alexandra Palace \| \| \| \| \| \| \| \| Highgate Depot \| \| \| North End \| North End \| \| \| \| LNER nach Finsbury Park \| LNER nach Finsbury Park \| \| Hampstead \| Hampstead \| \| \| \| Highgate \| Highgate \| \| Belsize Park \| Belsize Park \| \| \| \| Archway \| Archway \| \| \| \| \| \| \| Tufnell Park \| \| \| \| \| \| \| \| Kentish Town \| \| \| Chalk Farm \| Chalk Farm \| \| \| \| South Kentish Town (1907–1924) \| South Kentish Town (1907–1924) \| \| \| \| \| \| \| Camden Town \| \| \| \| \| \| \| \| \| \| \| \| \| \| \| \| Mornington Crescent \| \| \| \| \| \| \| \| \| \| \| \| \| \| \| \| Euston \| \| \| \| \| \| \| \| King’s Cross St. Pancras \| \| \| Warren Street \| Warren Street \| \| \| \| Angel \| Angel \| \| Goodge Street \| Goodge Street \| \| \| \| City Road (1901–1922) \| City Road (1901–1922) \| \| Tottenham Court Road \| Tottenham Court Road \| \| \| \| Old Street \| Old Street \| \| Leicester Square \| Leicester Square \| \| \| \| Moorgate \| Moorgate \| \| Charing Cross \| Charing Cross \| \| \| \| Bank \| Bank \| \| Embankment \| Embankment \| \| \| \| King William Street (1890–1900) \| King William Street (1890–1900) \| \| \| \| \| \| \| Themse \| \| \| Waterloo \| Waterloo \| \| \| \| London Bridge \| London Bridge \| \| \| \| \| \| \| \| \| \| \| \| \| \| \| Borough \| \| \| \| \| \| \| \| Elephant & Castle \| \| \| \| \| \| \| \| Kennington \| \| \| Wendeschleife \| \| \| \| \| \| \| \| \| \| \| \| \| Oval \| \| \| Nine Elms \| Nine Elms \| \| \| \| Stockwell Depot \| Stockwell Depot \| \| Battersea Power Station \| Battersea Power Station \| \| \| \| Stockwell \| Stockwell \| \| \| \| \| \| \| Clapham North \| \| \| \| \| \| \| \| Clapham Common \| \| \| \| \| \| \| \| Clapham South \| \| \| \| \| \| \| \| Balham \| \| \| \| \| \| \| \| Tooting Bec \| \| \| \| \| \| \| \| Tooting Broadway \| \| \| \| \| \| \| \| Colliers Wood \| \| \| \| \| \| \| \| South Wimbledon \| \| \| \| \| \| \| \| Tramlink \| \| \| \| \| \| \| \| Morden \| \| \| \| \| \| \| \| \| \| \| Morden Depot \| Morden Depot \| \| \| \| fehlender Abschnitt \| fehlender Abschnitt \| \| Thameslink \| \| \| \| \| \| \| \| \| \| \| \| \| \| \| |                                              |  |  |  |                                    |                                 |
| Bushey Heath | Bushey Heath                                 |  |  |  | nicht gebautes Teilstück           | nicht gebautes Teilstück        |
| |                                              |  |  |  |                                    |                                 |
| |                                              |  |  |  | Aldenham Works                     |                                 |
| |                                              |  |  |  |                                    |                                 |
| Elstree South |                                              |  |  |  |                                    |                                 |
| Brockley Hill |                                              |  |  |  |                                    |                                 |
| Edgware | Edgware                                      |  |  |  | High Barnet                        | High Barnet                     |
| Edgware Depot | Edgware Depot                                |  |  |  | Abstellanlage High Barnet          | Abstellanlage High Barnet       |
| nicht gebaute Verbindung |                                              |  |  |  |                                    |                                 |
| Edgware (LNER) | Edgware (LNER)                               |  |  |  | LNER nach Mill Hill East           | LNER nach Mill Hill East        |
| Burnt Oak | Burnt Oak                                    |  |  |  | Totteridge & Whetstone             | Totteridge & Whetstone          |
| Colindale | Colindale                                    |  |  |  | Woodside Park                      | Woodside Park                   |
| |                                              |  |  |  | Mill Hill (The Hale)               |                                 |
| Hendon Central | Hendon Central                               |  |  |  | West Finchley                      | West Finchley                   |
| Brent Cross | Brent Cross                                  |  |  |  | Mill Hill East                     | Mill Hill East                  |
| |                                              |  |  |  | Dollis Brook Viaduct               |                                 |
| |                                              |  |  |  | Finchley Central                   |                                 |
| Golders Green |                                              |  |  |  |                                    |                                 |
| Golders Green Depot | Golders Green Depot                          |  |  |  | East Finchley                      | East Finchley                   |
| |                                              |  |  |  | Zweigstrecke nach Alexandra Palace |                                 |
| |                                              |  |  |  | Highgate Depot                     |                                 |
| North End | North End                                    |  |  |  | LNER nach Finsbury Park            | LNER nach Finsbury Park         |
| Hampstead | Hampstead                                    |  |  |  | Highgate                           | Highgate                        |
| Belsize Park | Belsize Park                                 |  |  |  | Archway                            | Archway                         |
| |                                              |  |  |  | Tufnell Park                       |                                 |
| |                                              |  |  |  | Kentish Town                       |                                 |
| Chalk Farm | Chalk Farm                                   |  |  |  | South Kentish Town (1907–1924)     | South Kentish Town (1907–1924)  |
| |                                              |  |  |  | Camden Town                        |                                 |
| |                                              |  |  |  |                                    |                                 |
| |                                              |  |  |  | Mornington Crescent                |                                 |
| |                                              |  |  |  |                                    |                                 |
| |                                              |  |  |  | Euston                             |                                 |
| |                                              |  |  |  | King’s Cross St. Pancras           |                                 |
| Warren Street | Warren Street                                |  |  |  | Angel                              | Angel                           |
| Goodge Street | Goodge Street                                |  |  |  | City Road (1901–1922)              | City Road (1901–1922)           |
| Tottenham Court Road | Tottenham Court Road                         |  |  |  | Old Street                         | Old Street                      |
| Leicester Square | Leicester Square                             |  |  |  | Moorgate                           | Moorgate                        |
| Charing Cross | Charing Cross                                |  |  |  | Bank                               | Bank                            |
| Embankment | Embankment                                   |  |  |  | King William Street (1890–1900)    | King William Street (1890–1900) |
| |                                              |  |  |  | Themse                             |                                 |
| Waterloo | Waterloo                                     |  |  |  | London Bridge                      | London Bridge                   |
| |                                              |  |  |  |                                    |                                 |
| |                                              |  |  |  | Borough                            |                                 |
| |                                              |  |  |  | Elephant & Castle                  |                                 |
| |                                              |  |  |  | Kennington                         |                                 |
| Wendeschleife |                                              |  |  |  |                                    |                                 |
| |                                              |  |  |  | Oval                               |                                 |
| Nine Elms | Nine Elms                                    |  |  |  | Stockwell Depot                    | Stockwell Depot                 |
| Battersea Power Station | Battersea Power Station                      |  |  |  | Stockwell                          | Stockwell                       |
| |                                              |  |  |  | Clapham North                      |                                 |
| |                                              |  |  |  | Clapham Common                     |                                 |
| |                                              |  |  |  | Clapham South                      |                                 |
| |                                              |  |  |  | Balham                             |                                 |
| |                                              |  |  |  | Tooting Bec                        |                                 |
| |                                              |  |  |  | Tooting Broadway                   |                                 |
| |                                              |  |  |  | Colliers Wood                      |                                 |
| |                                              |  |  |  | South Wimbledon                    |                                 |
| |                                              |  |  |  | Tramlink                           |                                 |
| |                                              |  |  |  | Morden                             |                                 |
| |                                              |  |  |  |                                    |                                 |
| Morden Depot | Morden Depot                                 |  |  |  | fehlender Abschnitt                | fehlender Abschnitt             |
| Thameslink |                                              |  |  |  |                                    |                                 |
| |                                              |  |  |  |                                    |                                 |

Die Northern Line ist eine U-Bahn-Linie der London Underground. Sie ist 60,8 Kilometer lang, hat 52 Stationen (davon 38 unterirdisch) und durchquert das Stadtgebiet in Nord-Süd-Richtung. Ihre Linienkennzeichnung (z. B. auf dem Liniennetzplan) ist Schwarz. Mit 252,3 Millionen Reisenden jährlich ist sie die am zweitmeisten frequentierte Linie des gesamten Underground-Netzes. Die Northern Line entstand aus dem Zusammenschluss der Vorgängergesellschaften City and South London Railway und Charing Cross, Euston and Hampstead Railway.

## Geschichte

### Die Entstehung der Northern Line

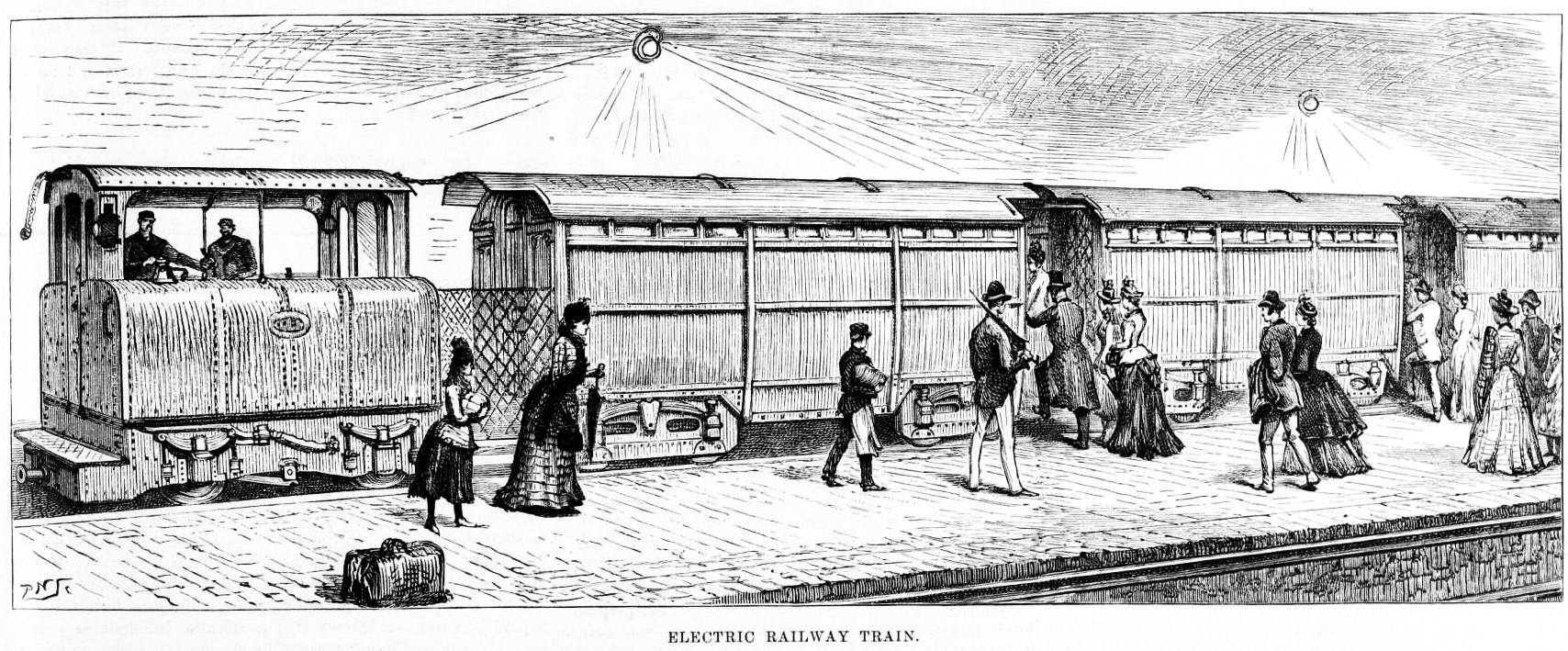
Zug der City and South London Railway

Entstehung der Northern Line

Die City and South London Railway (C&SLR), Londons erste unterirdische Röhrenbahn, wurde am 18. Dezember 1890 eröffnet. Sie war unter der Leitung von James Henry Greathead entstanden, der bereits die Tower Subway gebaut hatte. Die C&SLR war die erste elektrisch betriebene U-Bahn der Welt; die Strecke führte von Stockwell zu der heute stillgelegten Station King William Street in der City of London. Diese Station war ungünstig platziert und stieß bald an ihre Kapazitätsgrenzen.
Die Bahn hatte den Ruf, eine Sardinenbüchse zu sein, da die Wagen sehr eng waren und nur kleine Sehschlitze besaßen. Einer dieser Wagen kann heute im London Transport Museum besichtigt werden. Die Station King William Street wurde am 24. Februar 1900 geschlossen und durch eine neue Route via Bank ersetzt, die nach Moorgate führte. Bis 1907 wurde die C&SLR an beiden Enden verlängert; im Norden bis Euston, im Süden bis Clapham Common.
Die Charing Cross, Euston and Hampstead Railway (CCE&HR), auch als Hampstead Tube bekannt, nahm 1907 ihren Betrieb auf. Die Strecke führte von Strand (heute Charing Cross) nach Golders Green bzw. Highgate (heute Archway). Im Jahr 1914 folgte eine kurze Verlängerung nach Süden bis Embankment, um bessere Umsteigemöglichkeiten zur District Line zu ermöglichen.
1913 fusionierten beide Gesellschaften und in den 1920er Jahren entstanden bei Camden Town und Kennington Verbindungsstrecken. Die Tunnels der C&SLR wurden verbreitert, um sie an den Standarddurchmesser anzupassen. Dies bedingte eine temporäre Stilllegung: Der Abschnitt Euston – Moorgate Street wurde am 8. August 1922 geschlossen und am 20. April 1924 wiedereröffnet, der Abschnitt Moorgate Street – Clapham Common war vom 28. November 1923 bis zum 1. Dezember 1924 geschlossen.
Die Linie wurde im Süden bis Morden und im Norden bis Edgware verlängert. Sie trug zunächst die Bezeichnung Morden-Edgware Line, ab 1937 hieß sie Northern Line. Sämtliche Stationen an der Verlängerung nach Morden entstanden in einem einheitlichen Stil nach Plänen des Architekten Charles Holden. Nach der Verstaatlichung im Jahr 1933 war die Eisenbahnstrecke Northern City Line zwischen Moorgate und Finsbury Park ein Teil des U-Bahn-Netzes. Sie wurde als Bestandteil der Northern Line betrieben, war aber nie mit dieser verbunden.

### Der Northern-Heights-Plan
Im Juni 1935 veröffentlichte London Transport einen ambitionierten Erweiterungsplan. Dieser beinhaltete die Umwandlung einer Reihe von Strecken über die nördlichen Hügelzüge (Northern Heights). Diese Strecken im Besitz der London and North Eastern Railway (LNER) waren in den 1860er und 1870er Jahren von der Edgware, Highgate and London Railway gebaut worden.
Geplant war eine Verbindung zwischen Highgate und einer oberirdischen Eisenbahn-Vorortstrecke der LNER; diese führte von Finsbury Park nach Edgware (mit Zweigstrecken zum Alexandra Palace und nach High Barnet). Die zu übernehmende Linie sollte außerdem nach Bushey Heath und zu einem neuen Depot bei Aldenham verlängert werden. Die Strecke, auf der Züge mit Dampflokomotiven verkehrten, sollte elektrifiziert werden. Außerdem sollte bei Finsbury Park eine Verbindung zur Northern City Line gebaut werden.
Die Arbeiten begannen in den späten 1930er Jahren, mussten aber wegen des Zweiten Weltkriegs unterbrochen werden. Die Arbeiten an der Highgate-Verbindung und am Streckenast nach High Barnet waren bereits sehr weit fortgeschritten, so dass diese Teile 1941 in Betrieb genommen werden konnten. Ein einzelnes Gleis der LNER-Strecke nach Edgware wurde bis Mill Hill East elektrifiziert, um die dortigen Kasernen zu erschließen. Die Northern Line erreichte damit ihren heutigen Umfang. Das bereits fertiggestellte Depot bei Aldenham diente während des Krieges als Produktionsstätte für Halifax-Bomber und wurde danach in eine Reparaturwerkstatt für Busse umgebaut.
Nach dem Krieg erklärte die Regierung das Gebiet jenseits von Edgware als Teil des Green Belt, eines 5–10 Kilometer breiten Grüngürtels rund um London. Aus diesem Grund ist die Verlängerung nach Bushey Heath nie gebaut worden. Die bereitgestellten Finanzmittel flossen stattdessen in die östliche Verlängerung der Central Line, und man legte den Northern-Heights-Plan endgültig zu den Akten. Die Eisenbahnstrecke von Finsbury Park nach Muswell Hill und Alexandra Palace wurde 1954 für den Personenverkehr stillgelegt. Eine lokale Interessengruppe, die Muswell Hill Metro Group, setzt sich dafür ein, dass diese Strecke als Stadtbahn wiedereröffnet wird. Entlang der alten Strecke verläuft heute ein beliebter Rad- und Wanderweg.

### Weitere Entwicklung
1975 wurde die Northern City Line zwischen Moorgate und Finsbury Park wieder eine reine Eisenbahnlinie und an British Rail übertragen. Sie gehört heute der nationalen Infrastrukturgesellschaft Network Rail, genutzt wird sie von Zügen der Eisenbahngesellschaft First Capital Connect. Im Sommer 1999 musste der Abschnitt Kennington – Moorgate für zwei Monate geschlossen werden, um die Anlagen sanieren zu können.
2003 entgleiste in der Station Camden Town ein Zug, wobei Weichen und Signale stark beschädigt wurden. Züge konnten sich während der Reparaturarbeiten nicht kreuzen: Züge aus Richtung Edgware befuhren nur die Strecke über Bank, während Züge aus Richtung High Barnet und Mill Hill East nur die Strecke über Charing Cross befahren durften. Nach einer längeren Analyse- und Prüfphase konnte die alte Situation am 7. März 2004 wiederhergestellt werden.

### Battersea-Verlängerung
Die neueste Ergänzung der Northern Line ist die Verlängerung der Charing-Cross-Zweigstrecke von ihrem bisherigen Endpunkt Kennington um zwei Stationen in den Stadtteil Battersea, die am 20. September 2021 in Betrieb ging. Sie ist 3,2 km lang und umfasst zwei neue Stationen, Nine Elms und Battersea Power Station.
Im Gespräch für die Streckenführung waren vier Optionen: Die erste war eine Verbindung ohne Zwischenstation, Option 2 sah eine Zwischenstation in Nine Elms vor, Option 3 eine Linienführung über den Bahnhof Vauxhall (wo zwei neue Bahnsteige mit Umsteigemöglichkeiten zur Victoria Line und zur South Western Main Line entstehen sollten), und bei Option 4 war eine Station in der Nähe der neuen US-Botschaft vorgesehen. Bürgermeister Boris Johnson stellte für den Plan ein Budget von 560 Millionen Pfund auf. Der Rat des London Borough of Wandsworth bestimmte dann die Option 2 als die zu verwirklichende, die Zwischenstation Nine Elms entstand auf einem heute existierenden Parkplatz einer Sainsbury’s-Filiale. Johnson gab im Dezember 2010 grünes Licht für das Projekt.
Es entstanden zwei einzelne Tunnelröhren, die nur an den Stationen zusammengeführt werden. Beide zweigen an der jetzigen Wendeschleife unmittelbar hinter der Station Kennington etwa auf gleicher Höhe ab und werden erst ab Nine Elms in Parallellage geführt. Anschließend verlaufen die Tunnel parallel zueinander bis zur Endstation Battersea Power Station, hinter der sich eine Kehranlage befindet. Die bauvorbereitenden Maßnahmen begannen 2015. Im November 2017 waren die Tunnelbohrungen abgeschlossen. In einer späteren Phase soll die Zweigstrecke zum Bahnhof Clapham Junction verlängert werden.

## Zukunft

### Aufteilung in zwei Linien
Schon seit längerer Zeit ist aus betrieblicher Hinsicht eine Aufteilung der Äste zu eigenständigen Linien geplant, um die Verkehrsdichte in der Innenstadt von 20 bis 22 Zügen pro Stunde auf deren 32 zu erhöhen. Bisher müssen die Züge vor der Kreuzung bei Camden Town jeweils auf die Freigabe warten. Die vorgesehenen Linienläufe wären dann High Barnet / Mill Hill East – Charing Cross – Kennington (– Battersea) und Edgware – Bank – Morden. Im Falle einer Aufspaltung wäre eine Umbenennung eines der Äste notwendig, zudem würde dieser eine neue Farbe im Liniennetzplan erhalten. Derzeit ist angedacht, ab 2023 die Northern Line auf den zwei getrennten Strecken operieren zu lassen, wie aus Dokumenten zur Zugbestellung hervorgeht. Dies setzt jedoch einen Umbau des Bahnhofs Camden Town voraus, der auch der größte Kostentreiber des Projekts ist. Hierbei sollen die Verbindungen zwischen den Bahnhöfen der beiden Zweige verbessert werden. Als provisorische Kapazitätssteigerung verkehren seit Ende 2010 außerhalb der Hauptverkehrszeiten alle Züge von/nach Morden ausschließlich via Bank, diejenigen via Charing Cross enden in Kennington. In Camden Town wird das Kreuzen weiterhin noch praktiziert.

### Fit for the future
Im Rahmen des Investitionsprogramm Fit for the future des Transport for London von 2014 ist vorgesehen, bis 2022 neben der Verlängerung nach Battersea auch eine höhere Kapazität zu erreichen. Als Ziele sind für die Linie unter anderem eine Steigerung der Passagierzahlen von bis zu 18.000 zusätzlichen Passagieren in der Stunde bei einer um 50 % höheren Kapazität auf allen Strecken.

## Betrieb
Seit 2014 verkehrt die Northern Line außerhalb des Berufsverkehrs in folgender Zugdichte:
- 10 Züge pro Stunde zwischen Edgware und Kennington über Charing Cross
- 10 Züge pro Stunde zwischen Edgware und Morden über Bank
- 10 Züge pro Stunde zwischen High Barnet und Kennington über Charing Cross
- 10 Züge pro Stunde zwischen High Barnet und Morden über Bank
- 4 Züge pro Stunde zwischen Mill Hill East und Finchley Central

Mit Ausnahme des Abschnitts Mill Hill East – Finchley Central wird damit auf allen Streckenabschnitten ein 3-Minuten-Takt angeboten. Von Stationen der Charing-Cross-Strecke muss in Richtung Süden in Kennington umgestiegen werden, umgekehrt muss von Süden kommend mit einem Fahrtziel auf der Charing-Cross-Strecke in Kennington umgestiegen werden.

### 24-Stunden-Service
Seit September 2015 operiert in den Freitags- und Samstagsnächten von Edgware / High Barnet nach Morden via Charing Cross ein 24-Stunden-Service. Andere Streckenäste werden nicht bedient. Nachts fahren die Züge etwa alle 8 Minuten zwischen Morden und Camden Town und etwa alle 15 Minuten zwischen Camden Town und High Barnet bzw. Edgware.

## Stationen
von Nord nach Süd:

### High Barnet-Strecke
- High Barnet – erstmals bedient am 14. April 1940
- Totteridge & Whetstone – erstmals bedient am 14. April 1940
- Woodside Park – erstmals bedient am 14. April 1940
- West Finchley – erstmals bedient am 14. April 1940
- Mill Hill East – erstmals bedient am 18. Mai 1941; diese Station befindet sich am Ende einer kurzen eingleisigen Zweigstrecke hinter Finchley Central
- Finchley Central – erstmals bedient am 14. April 1940
- East Finchley – erstmals bedient am 3. Juli 1939
- Highgate – eröffnet am 19. Januar 1941
- Archway – eröffnet am 22. Juni 1907 als Archway; umbenannt in Archway (Highgate) am 11. Juni 1939; umbenannt in Highgate (Archway) am 19. Januar 1941; umbenannt in Archway am 1. Dezember 1947
- Tufnell Park – eröffnet am 22. Juni 1907
- Kentish Town – eröffnet am 22. Juni 1907
- South Kentish Town – eröffnet am 22. Juni 1907; geschlossen am 5. Juni 1924

### Edgware-Strecke
- Edgware – eröffnet am 18. August 1924
- Burnt Oak – eröffnet am 27. Oktober 1924
- Colindale – eröffnet am 18. August 1924
- Hendon Central – eröffnet am 19. November 1923
- Brent Cross – eröffnet am 19. November 1923 als Brent; umbenannt in Brent Cross am 20. Juli 1976
- Golders Green – eröffnet am 22. Juni 1907
- Hampstead – eröffnet am 22. Juni 1907
- Belsize Park – eröffnet am 22. Juni 1907
- Chalk Farm – eröffnet am 22. Juni 1907

### Gemeinsamer Abschnitt
- Camden Town – eröffnet am 22. Juni 1907

### Charing Cross-Strecke

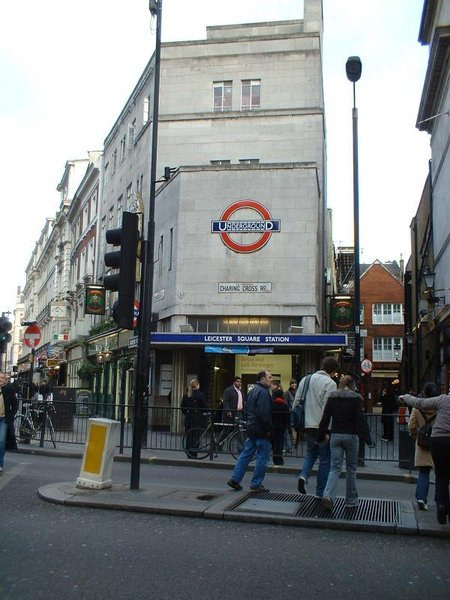
Eingang zur U-Bahn-Station Leicester Square

Dieser Abschnitt wird auch als West End Branch bezeichnet.
- Mornington Crescent – eröffnet am 22. Juni 1907; geschlossen am 23. Oktober 1992, wiedereröffnet am 27. April 1998
- Euston – eröffnet am 22. Juni 1907
- Warren Street – eröffnet am 22. Juni 1907 als Euston Road, umbenannt in Warren Street am 7. Juni 1908
- Goodge Street – eröffnet am 22. Juni 1907 als Tottenham Court Road; umbenannt in Goodge Street am 9. März 1908
- Tottenham Court Road – eröffnet am 22. Juni 1907 als Oxford Street; umbenannt in Tottenham Court Road am 9. März 1908
- Leicester Square – eröffnet am 22. Juni 1907
- Charing Cross – eröffnet am 22. Juni 1907 als Charing Cross; umbenannt in Charing Cross (Strand) am 6. September 1914; umbenannt in Strand am 9. Mai 1915; geschlossen am 16. Juni 1973; wiedereröffnet als Charing Cross am 1. Mai 1979
- Embankment – eröffnet am 6. April 1914 als Charing Cross (Embankment); umbenannt in Charing Cross am 9. Mai 1915; umbenannt in Charing Cross (Embankment) am 4. August 1974; umbenannt in Embankment am 12. September 1976
- Waterloo – eröffnet am 13. September 1926
- Kennington – eröffnet am 18. Dezember 1890, geschlossen am 31. Mai 1923, wiedereröffnet am 6. Juli 1925
- Nine Elms – eröffnet am 20. September 2021
- Battersea Power Station – eröffnet am 20. September 2021

### Bank-Strecke
Dieser Abschnitt wird auch als City Branch bezeichnet.
- Euston
- King’s Cross St. Pancras – eröffnet am 12. Mai 1907 als King’s Cross for St. Pancras; geschlossen am 8. August 1922; wiedereröffnet am 20. April 1924; umbenannt in King’s Cross St Pancras im Jahr 1933; geschlossen am 18. November 1987; wiedereröffnet am 5. März 1989, geschlossen am 14. Oktober 1995; wiedereröffnet am 17. Juni 1996
- Angel – eröffnet am 17. November 1901; geschlossen am 8. August 1922; wiedereröffnet am 20. April 1924
- City Road – eröffnet am 17. November 1901; geschlossen am 8. August 1922
- Old Street – eröffnet am 17. November 1901; geschlossen am 8. August 1922, wiedereröffnet am 20. April 1924
- Moorgate – eröffnet am 25. Februar 1900 als Moorgate Street, geschlossen am 28. November 1923, wiedereröffnet als Moorgate am 20. April 1924
- Bank – eröffnet am 25. Februar 1900, geschlossen am 28. November 1923, wiedereröffnet am 20. April 1924, geschlossen am 2. Juli 1999; wiedereröffnet am 5. September 1999
- King William Street – eröffnet am 18. Dezember 1890, geschlossen am 24. Februar 1900
- London Bridge – eröffnet am 25. Februar 1900, geschlossen am 28. November 1923, wiedereröffnet am 20. April 1924, geschlossen am 2. Juli 1999; wiedereröffnet am 5. September 1999
- Borough – eröffnet am 25. Februar 1900, geschlossen am 16. Juli 1922, wiedereröffnet am 23. Februar 1925, geschlossen am 2. Juli 1999; wiedereröffnet am 5. September 1999
- Elephant & Castle – eröffnet am 18. Dezember 1890, geschlossen am 28. November 1923, wiedereröffnet am 20. April 1924, geschlossen am 2. Juli 1999; wiedereröffnet am 5. September 1999

### Morden-Strecke

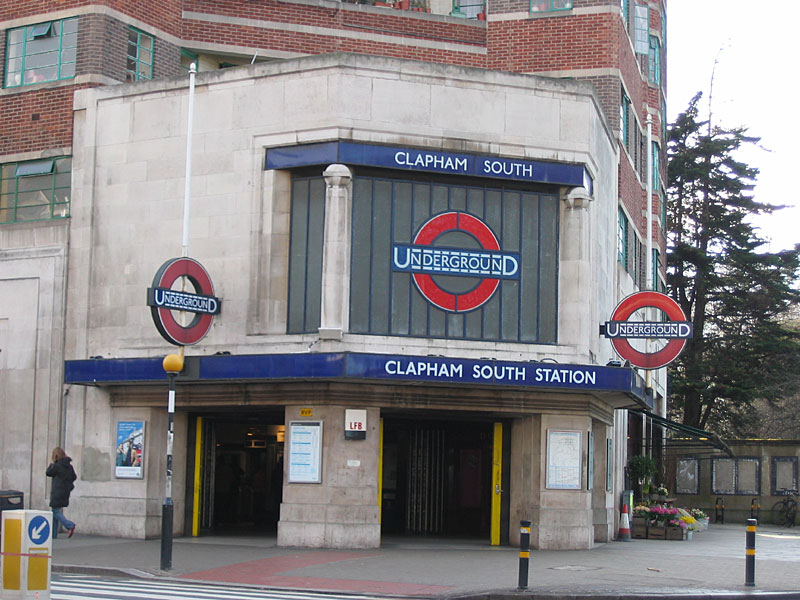
Eingang zur Station Clapham South

- Oval – eröffnet am 18. Dezember 1890, geschlossen am 28. November 1923, wiedereröffnet am 1. Dezember 1924
- Stockwell – eröffnet am 18. Dezember 1890, geschlossen am 28. November 1923, wiedereröffnet am 1. Dezember 1924
- Clapham North – eröffnet am 3. Juni 1900 als Clapham Road, geschlossen am 28. November 1923, wiedereröffnet am 1. Dezember 1924, umbenannt in Clapham North am 13. September 1926
- Clapham Common – eröffnet am 18. Dezember 1890, geschlossen am 28. November 1923, wiedereröffnet am 1. Dezember 1924
- Clapham South – eröffnet am 13. September 1926
- Balham – eröffnet am 13. September 1926
- Tooting Bec – eröffnet am 13. September 1926 als Trinity Road (Tooting Bec); umbenannt in Tooting Bec am 1. Oktober 1950
- Tooting Broadway – eröffnet am 13. September 1926
- Colliers Wood – eröffnet am 13. September 1926
- South Wimbledon – eröffnet am 13. September 1926
- Morden – eröffnet am 13. September 1926